# Naturdenkmal Baumgruppe aus 2 Rotbuchen

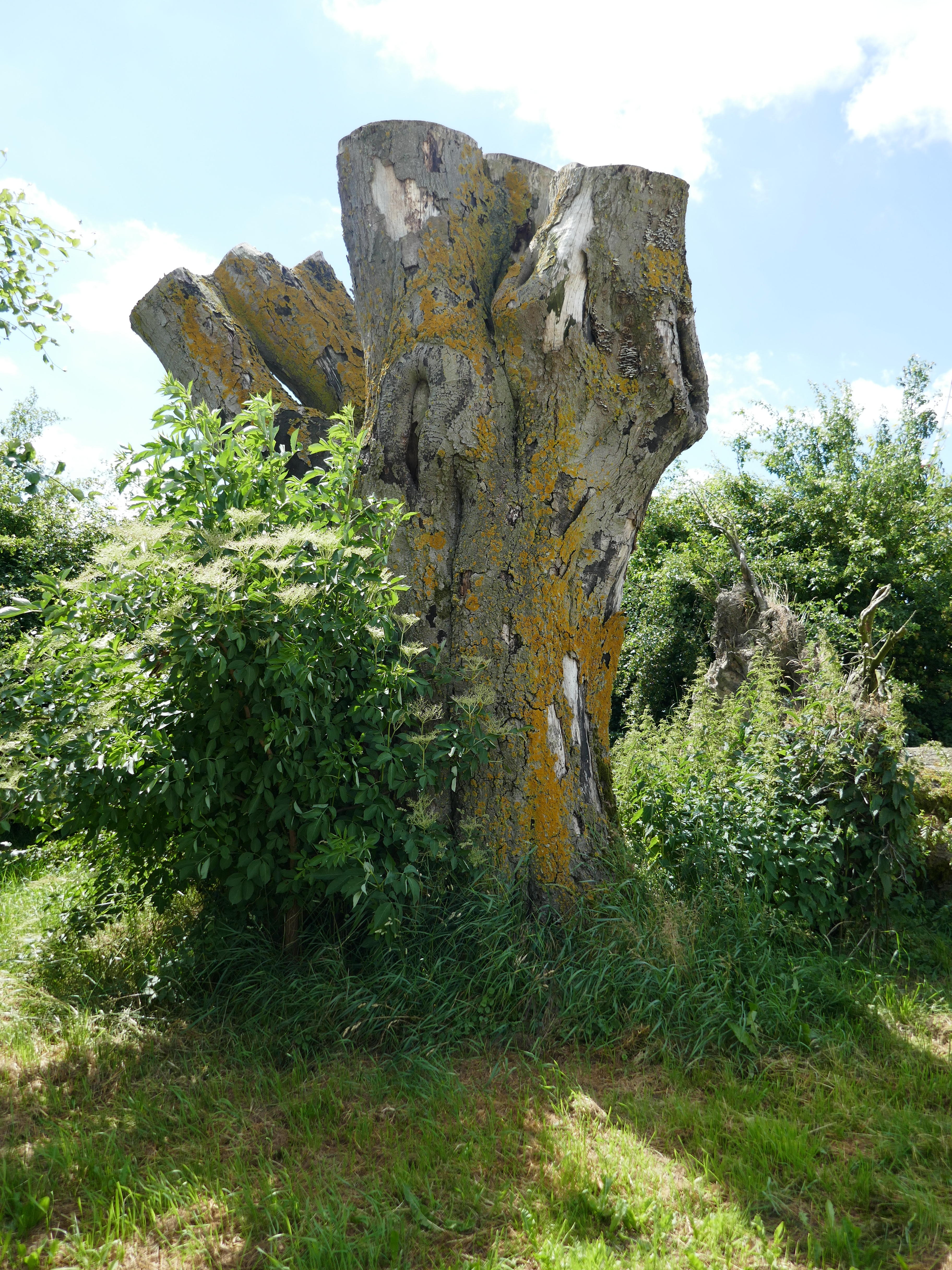
Tote Rotbuche im Juni 2025

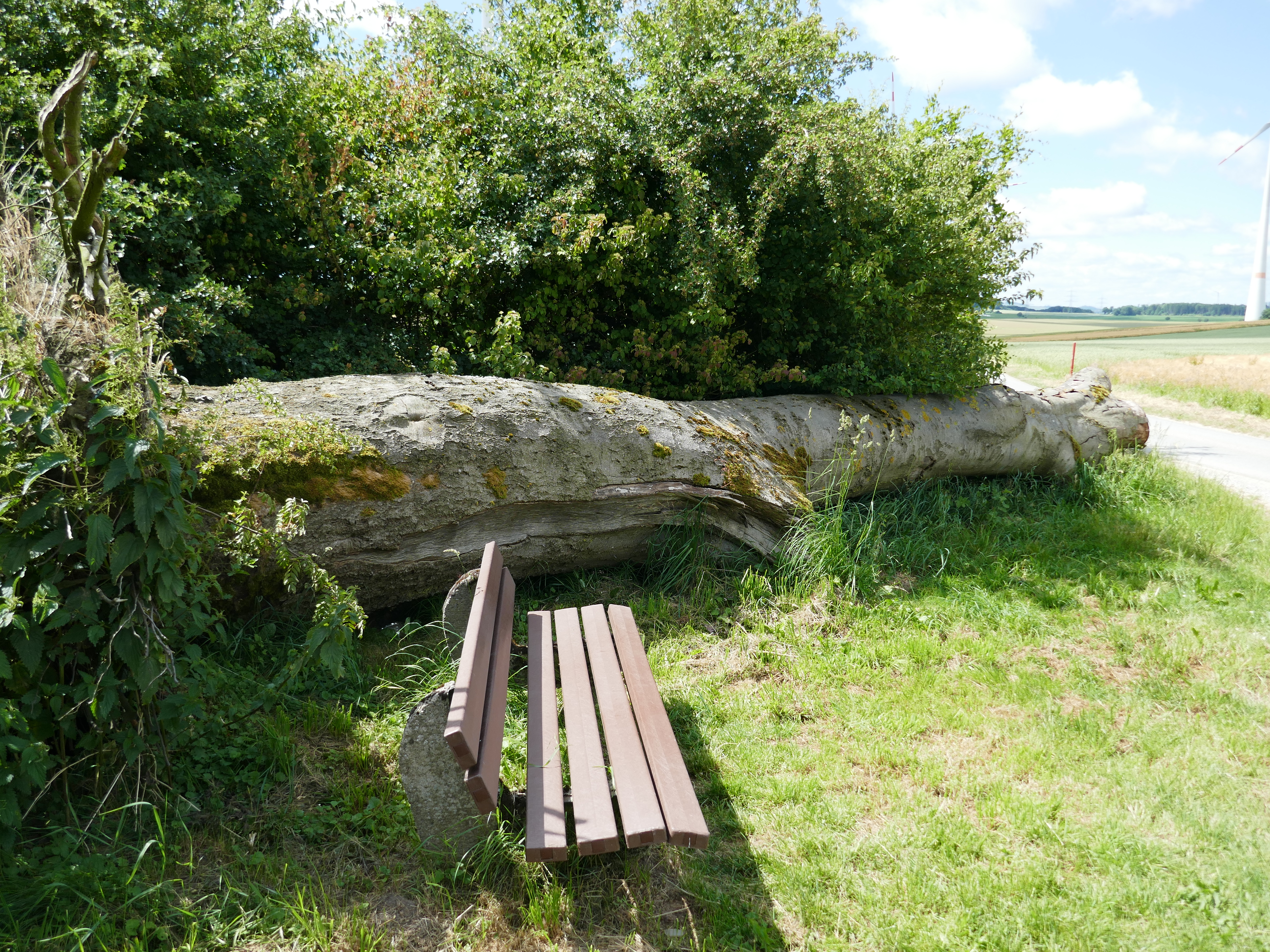
Enwurzelte Rotbuche im Juni 2025

Das ehemalige Naturdenkmal Baumgruppe aus 2 Rotbuchen liegt ungefähr 4 km nordwestlich von Madfeld im Stadtgebiet von Brilon am Diebesweg. Die Bäume wurden 2001 mit dem Landschaftsplan Hoppecketal durch den Kreistag des Hochsauerlandkreises als Naturdenkmal (ND) ausgewiesen. Das ehemalige Naturdenkmal ist umgeben vom Landschaftsschutzgebiet Briloner Hochfläche.

## Beschreibung
Die beiden Rotbuchen des ehemaligen ND standen so nah beieinander, dass sie als Einzelbaum wahrgenommen wurden. Das ND befand sich mitten in landwirtschaftlichen Flächen. Die direkte Umgebung wird als Acker genutzt. Neben dem ehemaligen ND befindet sich ein Bildstock. 2025 waren die Buchen abgestorben. Eine war umgestürzt und die andere in etwa 5 Meter Höhe abgesägt.

## Verbote und Gebote
Wie bei anderen Baumnaturdenkmalen wurde das Verbot festgelegt, es zu beschädigen, auszureißen, auszugraben oder Teile davon abzutrennen oder auf andere Weise in seinem Wachstum oder Erscheinungsbild zu beeinträchtigen. Es bestandferner das Verbot, den Traufbereich des Naturdenkmals zu befestigen oder zu verfestigen und Stoffe oder Gegenstände im Bereich des Naturdenkmals anzubringen, zu lagern und abzulagern, die das Erscheinungsbild oder den Bestand des Naturdenkmals gefährden oder beeinträchtigen könnten. Dazu gehören auch Pflanzenschutzmittel, organische oder mineralische Dünge- und Bodenverbesserungsmittel sowie Futtermittel.
Eine Beeinträchtigung des Erscheinungsbildes konnte insbesondere durch Anbringen von Ansitzleitern, Jagdhochsitzen, Zäunen und Werbeträgern erfolgen. Es war auch verboten Aufschüttungen, Verfüllungen, Abgrabungen und Ausschachtungen vorzunehmen oder die Bodengestalt in anderer Weise zu verändern. Unter das Verbot fielen auch Ausschachtungen zum Zwecke der Verlegung von Leitungen.
Wie für andere Baumnaturdenkmale bestand das Gebot, es durch geeignete Pflegemaßnahmen zu erhalten.